# Hon går genom tavlan, ut ur bilden
Hon går genom tavlan, ut ur bilden är Johanna Nilssons delvis självbiografiska debutroman från 1996. Romanen handlar om ensamhet och mobbning.

## Handling
Boken utspelas på två plan: dels handlar den om unga Hanna som blir allt mer ensam men ljuger för sig själv och andra, dels om den vuxna Hanna som befinner sig på ett mentalsjukhus och tänker tillbaka på sitt liv. Dessa två plan skiljer sig från varandra genom kapitelindelning där kapitlen om den äldre Hanna skrivs i första person och med kursiv stil utan dialog, där prosan närmar sig poesi medan kapitlen om den yngre Hanna skrivs i tredje person och med dialog. I den senare finns också inslag av poesi men texten är snarare beskrivande än ren poesi.
Romanens första kapitel beskriver den äldre Hanna. Läsaren förstår först inte var hon är eller varför hon mår som hon mår men allt efter romanen utvecklar sig utvecklar läsaren själv en förståelse för Hannas mentala tillstånd och varför hon hamnat där. Detta görs genom att Hannas liv från och med att hon börjar femman beskrivs utförligt och brutalt med både konkreta exempel och självdestrutiva tankar som läsaren får ta del av.
Efter sommarlovet mellan femman och sexan blir Hanna lämnad av sin bästa vän Karin. Karin har blivit mer intresserad av "tjejsaker" så som hästar, smink och killar och börjar umgås med Sofia och hennes tjejgäng. Hanna förstår inte alls varför Karin nu plötsigt tycker om rosa och känner sig otroligt sviken då hon och Karin hade en pakt som sa att de aldrig skulle leka med Sofia. Hanna gömmer sig i läxor och sporter för att slippa tänka på att hon är ensam medan mobbingen mot den nya "enstöringen" eskalerar. Hon fortsätter gråta i ponnyn som ger henne tröst, äta korv och banan-mackor och prata med farfar som är den enda som förstår henne i det gröna rummet där hon kan fortsätta vara barn. Hanna vill inte få bröst och börja blöda ur underlivet, hon vill fortsätta att vara barn och leka i skogen. Hanna avundas sin lillasyster Emma som fortfarande kan bli kastad i luften av pappa och kan sitta i farfars knä utan att vara tung alls, hon avundas Emma som så lätt får nya vänner och som kan storma in i ett rum med sitt änglahår och få vad hon vill. Samtidigt som hon avundas Emma så vill hon skydda henne från det som Hanna själv går igenom. Hanna vill även skydda sin mamma, den utbrända läraren som bakar bullar och bröd och är skör och pappan som aldrig skulle förstå. Hon skäms för att berätta det för hennes storebror Andreas och den enda som Hanna skulle kunna berätta för är farfar som går bort precis när mobbingen blir som värst.
Därför förblir Hannas situation okänd, till och med för hennes familj.
Under sin uppväxt börjar hon därför skära sig i armar och ben. Hon vill att det som är så fult inom henne, det som alla andra verkar se, ska komma ut. Hon förstår inte varför hennes familj inte tycker att hon är annorlunda på något vis då hon själv har fått det berättat för sig så länge att hon är ful, dum och äcklig.
På mentalsjukhuset målar Hanna. Hon målar ljusa bilder för att försöka glömma och inte visa mörkret inom sig. Om hon skulle måla mörkret tror hon att det skulle bli på riktigt för hennes pappa och det vill hon inte.
Hanna drömmer mardrömmar varje natt och längtar efter lägenheten som hon vet väntar henne.
Frågan är när hon är redo att lämna mörkret bakom sig och försöka förstå att livet kan ge mer än hon har fått.